# 於宇同 (1985年電影)
《於宇同》（韓語：어우동），是一部1985年首映的韓國電影，講述的是於宇同的故事。這部電影的票房為500,000张。該電影曾參與角逐第58届奥斯卡金像奖最佳外语片，但未獲得提名。

## 外部連結
- 於宇同 （页面存档备份，存于） （英文）